# Jónás Ödön
Jónás Ödön, König (Kassa, 1851. december 10. – Sümeg, 1933. május 10.) mérnök, műegyetemi tanár és országgyűlési képviselő.

## Életútja
Kassán született, ahol atyja, Jónás Alajos a város főerdőmestere volt. Ennek halála után mostohaatyja kronburgi báró König József lovas százados örökbe fogadta és annak vezetése alatt folytatta reáliskolai tanulmányait 1863-tól 1869-ig Kassán és Budán végezte, ahol 1869-től 1872-ig a József-műegyetem hallgatója volt. 1872-ben mérnöki oklevelet nyert. 
Technikai tanulmányainak befejezésével nagyobb külföldi utazásokat tett. 1873. január 2. és 1874. október 31. között a budapesti műegyetemhez a géprajz- és mérnöki gépszerkezettan előadására segédtanár, 1875-ben a budapesti egyetemen a jog- és államtudományokat hallgatta. 1877. június 25-én középiskolai tanképesítő vizsgálatot tett, melynek alapján június 29-én a budapesti VIII. kerületi községi reáliskolához (ahol 1876. október 26-tól ideiglenes tanár volt) segédtanárnak neveztetett ki. 
1881-ben Máramaros megye vissói kerületében szabadelvű párti képviselőnek választatott; tagja volt a gőzkazánügynek törvény által való szabályozása céljából összehívott enquetenek és annak megbízásából szerkesztette a gőzkazánokról szóló törvényjavaslatot és szabályrendeleteket, melyek az enquete által el is fogadtattak. 1883. július 26-án kinevezték a József-műegyetem rendes tanárának, hogy a leíró géptant és géprajzot adja elő. 1884-ben nem nyert mandátumot. 1887-ben régi kerülete választotta meg. 1905–07-ben a műegyetem rektora volt.
Elnöke volt az ipari munkások képzésére szervezett országos bizottságnak; az országos iparoktatási tanács alelnöke; a Budapesti Sakkozó Társaság elnöke, később a Budapesti Sakk-kör tiszteletbeli elnöke; az országos nemzeti szövetség igazgatósági társelnöke; Máramaros vármegye törvényhatósági bizottságának és központi választmányának tagja; Máramaros-megye borsai-, mojszini- és petrovai nemes közbirtokosságainak elnöke.

## Írásai
Az 1873. évi világkiállítás gépészeti részének tanulmányozására kiküldetvén, megírta: A bécsi világkiállítás gőzgépei c. terjedelmes jelentését, melynek kivonatszerű ismertetése több napilapban megjelent; Uj gőzszivattyú (Pulsometer) cikke (a Gazdasági Mérnök 1877. 15. szám), Önműködő vízemelőgép (Hydraulikus kos) c. cikke (Ugyanott, 1879. 1. szám), Centrifugal szivattyuk című tanulmány (Uo. 1880. április 1., 8. és 15. sz.); nagyobb tanulmánya: A teherszállításról drótkötélpályákon (Magyar Mérnök- és Építészegylet Értesítője 1878. nov. 7. és dec. 7. sz.), A gőzkazánok megvizsgálásáról és A gőzkazánügy törvény által való szabályozásáról (Ugyanott, 1882. december 14. sz. és a Gazdasági Mérnök december 7. sz.); A nagy és kisipar viszonyáról (cikksorozat a Nemzetben az 1880-as évek elején); A házi ipar jelentősége, A házi ipar és népoktatás, Mikor fogunk repülni és még több kisebb cikk, melyek a Máramarosi Lapokban és a fővárosi napilapokban jelentek meg.
Országgyűlési beszédei 1881-84. (VIII. Költségvetés 1883-ra, X. Vadászati jog. Vadászati és fegyveradó, XI., XII. Középiskolák és azok tanárainak képesítése, gymnasiumi és reáliskolai oktatás, XV. Tanítóképezdei tanárok kérvénye fizetésök ügyében, XVI. Ipartörvény módosítása, 1887-92. VIII. Véderővita alkalmával fővárosi rendőrség eljárása, IX. Véderő, XV. Költségvetés 1890-re.)

## Munkája
- Leíró géptan. I. kötet. Budapest, 1888 (A magyar mérnök- és építészegylet könyvkiadó vállalata XI. 1.)